# Інгрід де Олівейра
Інгрід де Олівейра (порт. Ingrid Oliveira, 7 травня 1996) — бразильська стрибунка у воду.
Учасниця Олімпійських Ігор 2016, 2020 років.
Призерка Панамериканських ігор 2015 року.